# Ford Falcon
Ford Falcon var Fords första kompakta bil. Den blev genast en succé eftersom köparna gärna ville ha en billig och mindre shoppingvagn.
Falcon började tillverkas 1960. Sedan 1972 designas och utvecklas Falcon endast i Australien.
Modellen har erbjudits med en hel del olika motorer och växellådsalternativ.
Första generationen av Ford Mustang baserades på Ford Falcon. Modellerna har samma bottenplatta och en hel del gemensamma komponenter.

## Argentina
Ford Falcon tillverkades i Argentina under åren 1962-1991 och var där mycket populär som taxibil. Även pickup-versionen Ranchero tillverkades i Argentina. P.g.a. höga importtullar på importerade bilar har det genom åren varit de modeller som tillverkas inom landet som säljer mest. Precis som en del andra bilmodeller blev Ford Falcon också genom åren uppgraderad och vidareutvecklad i Argentina även efter att den hade slutat tillverkas i USA.